# Kittendorf
Kittendorf település Németországban, Mecklenburg-Elő-Pomeránia tartományban. Lakosainak száma 286 fő (2023. december 31.).

## Népesség
A település népességének változása:
| Lakosok száma | 289  | 293  | 296  | 287  | 286  |
|               | 2017 | 2019 | 2021 | 2022 | 2023 |